# Abdel Moneim Riad
Abdel Moneim Riad (Tanta, 22 oktober 1919 – Suez, 9 maart 1969) (Arabisch:عبد المنعم رياض) was een Egyptisch generaal, die sneuvelde tijdens de Uitputtingsoorlog (1967-1970).
Riad had de leiding over het Jordaanse front tijdens de Zesdaagse Oorlog (1967) tegen Israël. Hij werd stafchef van het Egyptische leger. Bij een bezoek aan de frontlijn langs het Suezkanaal kwam hij om het leven bij een artilleriebeschieting op de olieraffinaderijen van Suez door het Israëlisch leger op 9 maart 1969. Riad werd als stafchef opgevolgd door generaal Ahmed Ismail Ali.